# Rhizochaete americana
Rhizochaete americana är en svampart som först beskrevs av Nakasone, C.R. Bergman & Burds., och fick sitt nu gällande namn av Gresl., Nakasone & Rajchenb. 2004. Rhizochaete americana ingår i släktet Rhizochaete och familjen Phanerochaetaceae.   Inga underarter finns listade i Catalogue of Life.